# Números (Lost)
«Números» (título original: «Numbers») es el capítulo N.º 18 de la primera Temporada de Lost. Flashback de Hugo Reyes.

## Trama

### Flashbacks
En flashbacks vemos cómo Hurley llegó a la isla: Ganó una inmensa fortuna jugando a "los números" en la lotería. Sin embargo, poco después una serie de hechos desafortunados le hacen pensar que el dinero está maldito: Su abuelo muere de un infarto, el sacerdote que oficia el entierro es alcanzado por un rayo, la esposa de su hermano lo abandona, su madre (Lillian Hurst) se rompe el tobillo mientras la casa que él le compró se incendia y el propio Hurley es arrestado falsamente. Va a la clínica mental donde había estado internado tiempo atrás para hablar con un interno, Leonard Simms. Éste, se la pasaba repitiendo los números constantemente, dándole a Hurley la idea de jugarlos en la lotería. Cuando Hurley le cuenta lo que hizo, Lenny se vuelve lúcido, entra en pánico y grita: "¡Los números son malos!". Mientras el personal del hospital se lo lleva a rastras, Leonard le dice a Hurley que busque a Sam Toomey en Kalgoorlie, Australia .Siguiendo la pista viaja a Australia, donde deduce que la maldición no está en el dinero, sino en los números.
Hurley viaja a Kalgoorlie y se entera de que Toomey murió cuatro años antes. Su viuda Martha explica cómo Toomey y Leonard sirvieron juntos en la Marina de los Estados Unidos, estacionados en un puesto de escucha en el Pacífico donde monitoreaban las transmisiones de radio de onda larga. La mayor parte de lo que escucharon fue estático, pero en un momento de 1988 (que coincide con el momento en que Rousseau se quedó varada en la isla), captaron la señal de una voz humana que repetía los números una y otra vez. Después de usar los números para ganar un juego de adivinanzas en una feria, Toomey experimentó un flujo constante de mala suerte hasta que finalmente se suicidó con una escopeta. A pesar de esto, Martha asegura que no hay maldición y que "tú haces tu propia suerte".

### En la isla
Hurley va a buscar a Danielle cuando reconoce una serie de números que ella escribió, los mismos números (4-8-15-16-23-42) con que ganó la lotería. Aparentemente los números están malditos. Su búsqueda hace que Jack, Sayid y Charlie vayan tras él. Hurley encuentra el mismo cable misterioso que Sayid había seguido, que se extiende desde el océano en las colinas y luego desaparece en el subsuelo cerca de un barranco con un puente de cuerda que lo cruza. Desde entonces, Rousseau ha colocado trampas a lo largo del cable, pero gracias a la aparente buena suerte, Hurley sigue evitando lastimarse. El grupo llega al puente, que Hurley cruza primero, ya que es el más pesado, luego se derrumba bajo el peso mucho más liviano de Charlie, y el grupo se separa. 
Jack y Sayid llegan al antiguo refugio de Rousseau, solo para activar otra trampa, provocando una explosión que lo destruye. Sayid supone que Rousseau esperaba que regresara. Mientras tanto, Hurley y Charlie se separaron después de recibir un disparo, y Hurley se encuentra con Rousseau, quien lo sostiene a punta de pistola. Hurley se niega a dar marcha atrás e insiste rotundamente en que ella le diga lo que significan los números. Convencida de su sinceridad, baja el arma, pero luego dice que no lo sabe. Su grupo fue atraído a la isla por la transmisión de números de radio, pero su barco fue destrozado por rocas sumergidas. Les tomó semanas encontrar la torre de transmisión, que estaba cerca de "Black Rock", pero su equipo se "enfermó". Después de que el resto de ellos se fueron, Rousseau cambió el mensaje a su propia llamada de socorro.. Reflexionando sobre cómo los números fueron evidentemente responsables de traerlos a ambos a la Isla, y que así como le trajeron mala suerte, hicieron que ella perdiera todo lo que le importaba, Rousseau concluye que de hecho están malditos. Hurley se siente aliviado de haber encontrado finalmente a alguien que está de acuerdo con él y la abraza. 
Hurley regresa con Sayid, Jack y Charlie, dándoles una batería de Rousseau, que puede usarse para la balsa de Michael. En la playa, Charlie revela su adicción a la heroína a Hurley, quien a su vez revela que es millonario, aunque Charlie piensa que esto es una broma y se marcha molesto. Luego, se muestra que los números están grabados en el costado de la escotilla que encontraron Boone y Locke.
Mientras tanto, en la playa, Locke le pide ayuda a Claire para construir un objeto desconocido de madera. Cuando termina, resulta que era una cuna para el futuro bebé de Claire. Claire está agradecida y revela que hoy era su cumpleaños.
- Datos: Q1075456